# Angel Wagenstein
Angel Raymond Wagenstein (Bulgaars: Анжел Раймонд Вагенщайн) (Plovdiv, 17 oktober 1922 – Sofia, 29 juni 2023), soms ook geschreven als Angel Vagenshtain, was een Bulgaars scenarioschrijver en auteur. Hij was een belangrijk figuur in de wederopleving van de Joodse cultuur in Bulgarije.

## Biografie
Wagenstein werd op 17 oktober 1922 geboren als zoon van een Sefardisch-joodse familie uit Plovdiv. In zijn kindertijd vertrok zijn familie om politieke redenen naar Frankrijk, waar hij in Parijs opgroeide. Wagenstein keerde later terug naar Bulgarije en vocht als partizaan in het antifascistische verzet. Hij werd echter verraden, gearresteerd en in 1944 zelfs ter dood veroordeeld. Vanwege het bombardement op Sofia werd hij tijdelijk overgeplaatst naar een andere afdeling. Vanwege de opmars van het Rode Leger kon het vonnis uiteindelijk niet uitgevoerd worden, waardoor Wagenstein werd vrijgelaten. 
Na de oorlog studeerde hij Filmdramaturgie aan de Staatsinstituut voor Cinematografie in Moskou. Hij werkte samen met bekende regisseurs, waaronder Konrad Wolf en Wolfgang Staudte, en maakte documentaires uit Vietnam voor de Duitstalige zender ‘Sender Freies Berlin’ (SFB). Zijn film 'Ster' werd in 1959 geselecteerd voor een competitie op het filmfestival van Cannes en won de juryprijs. In 1971 kende het Internationaal filmfestival van Moskou de Speciale Juryprijs toe aan de film 'Goya', geregisseerd door Konrad Wolf en waarvan Wagenstein het scenario schreef.
Vanwege de neergang van de Bulgaarse filmindustrie na 1989, ontwikkelde hij zich tot een gerenommeerd romanschrijver, die vooral in Frankrijk veel aandacht kreeg. In zijn romans hecht Wagenstein veel belang aan de Joodse geschiedenis in Europa. Wagenstein werd beschouwd als een van de meest gerespecteerde Joodse intellectuelen van Bulgarije.
Wagenstein was gehuwd met Zora. Samen kregen ze twee zonen. In oktober 2022 vierde Wagenstein zijn 100ste verjaardag. Ten ere van deze mijlpaal ontving Wagenstein lofbetuigingen en onderscheidingen van (onder andere) Iliana Iotova, vice-president van Bulgarije. Acht maanden later, in juni 2023, overleed Wagenstein op 100-jarige leeftijd.

## Werk

### Romans
- Петокнижие Исааково - De Pentateuch van Isaac
- Далеч от Толедо - Ver van Toledo
- Сбогом, Шанхай - Vaarwel, Shanghai
- Три сценария - Drie scenario's

### Filmscripts
- Trevoga (1951)
- Nasha zemya (1952)
- Septemvriytzi (1954)
- Dve pobedi (1956)
- Zakonat na moreto (1958)
- Rebro Adamovo (1958)
- Zvezdi (1959)
- Snezhniyat chovek (1960)
- Bouket zvezdi (1962)
- Dvama pod nebeto (1962)
- Verigata (1964)
- Chronik eines Mordes (1965)
- Der Kleine Prinz (TV) (1966)
- Malki tayni (1968) - origineel: Heimlichkeiten
- Ezop (1970)
- Goya (1971)
- Eolomea (1972)
- Na zhivot i smart (TV) (1974)
- Komiks (1975) - Comics
- Dopalnenie kam zakona za zashtita na darzhavata (1976)
- Zvezdi v kosite, salzi v ochite (1977)
- Kontzert za fleyta i momiche (1980)
- Boris I (1985)
- Bordelo (1985)
- Maglivi bregove (1986)
- Shanghai 1937 (TV) (1996)
- Sled kraja na sveta (1998)